# 正覚院 (田原市)
正覚院（しょうかくいん）は、愛知県田原市にある曹洞宗の寺院。

## 沿革
開山の呑堯が寛永年間、この地に堂宇を建て隠居する。嘉永年間に嶺宗が住職となり、寺格を興したことから、中興開山とする。二世住職の義覚が伽藍を、三世住職の義俊が禅堂を建立。寺宝として、円空仏が伝わる。
明治時代の一時期には、この寺に、浜田高等小学校が置かれていた。

## その他
- 嘉永年間に曹洞宗の可睡斉が法地を許可した免牘が残る。